# Lyngby Storcenter
Lyngby Storcenter er et butikscenter, der udgør en stor bestanddel af handelslivet i den københavnske forstad Lyngby. Centret blev opført fra 1970 til 1973 ved arkitekterne Krohn & Hartvig Rasmussen og John Ryde og indviet 2. oktober 1973.
Det var Aage V. Jensen der byggede centret.
Centret er 100 % ejet af Danica Pension, i lighed med en række andre indkøbscentre i Storkøbenhavn.
Oven på storcenteret ligger Scandic Eremitage, et hotel i Scandic kæden. Desuden har Lyngby-Taarbæk Kommune dele af sin administration i centret.
Over for Lyngby Storcenter på Klampenborgvej ligger Lyngby Kulturhus og Magasin.
Storcenteret indeholder 114 butikker.